# Інк
Чорнило  (Ink)— фантастичний фільм 2009 року.

## Сюжет
Коли світло зникає і місто засинає, з'являються таємничі істоти. Вони борються за людські душі, проникаючи крадькома у їхні сни. Одні дають надію і силу через добрі сни, інші вселяють в підсвідоме страх і погане через жахи.
Одного разу темна таємнича істота, відома як Чорнило, викрадає душу дитини в надії використати її як розмінну монету, щоб приєднатися до інкубів - групи надприродних істот, відповідальних за створення кошмарів. Сили добра намагаються завадити викраденню, але Чорнилу вдається відкрити портал у якій він зникає з душею і опиняється у коридорі з вікнами порталами і направляється до потрібного йому. Збирається його відкрити, але виявляється, що один з його барабанів - ключ саме для цього порталу, пошкоджено під час викрадення. Тож він вимушено їде до своєї цілі довгим шляхом.
Це дає час та надію силам добра на порятунок вкраденої души